# (474087) 2016 JS36
(474087) 2016 JS36 es un asteroide perteneciente al cinturón de asteroides, descubierto el 23 de febrero de 2007 por el equipo del Spacewatch desde el Observatorio Nacional de Kitt Peak, Arizona, Estados Unidos.

## Designación y nombre
Designado provisionalmente como 2016 JS36.

## Características orbitales
2016 JS36 está situado a una distancia media del Sol de 2,659 ua, pudiendo alejarse hasta 3,086 ua y acercarse hasta 2,231 ua. Su excentricidad es 0,160 y la inclinación orbital 7,158 grados. Emplea 1583 días en completar una órbita alrededor del Sol.

## Características físicas
La magnitud absoluta de 2016 JS36 es 17,28.